# 高橋真依子
高橋 真依子（たかはし まいこ、1985年4月1日 - ）は、日本の女性ファッションモデル、タレント、歌手である。
164センチメートル（身長）。埼玉県出身。
2005年から7年間にわたって続けた雑誌『JELLY〔ジェリー〕』の専属モデル活動がなにより著名。『まいち』の愛称がある。
2024年8月現在、すべてのSNSが更新されておらず現在は消息不明。

## 略歴

### モデル
2003年に友人と雑誌編集部を訪ねたことをきっかけにモデル業を開始。2005年の3月にジェリー誌の専属モデルとなった。
ジェリー誌の姉妹誌にあたる『Gina〔ジーナ〕』が創刊した2011年にあっては、エリーローズ、大屋夏南、シャウラ、秋元梢、星あやなどの面々とともにさっそく創刊号に登場。翌2012年5月発売の7月号にてジェリー誌を卒業。以後はジーナ誌を中心に活動している。

### 歌手
2008年発売のポップ歌手Noaの最初のスタジオ・アルバム『LUCY LOVE』に収録された「KO.A.KU.MA II」に客演で参加。2009年には、LGYankeesのシングル「Nostalgia」に参加。いずれも“MAICHI”名義での参加。
2010年にモデル仲間の渡辺望とのデュオanjuを結成。同年10月20日に発売されたデジタルシングル「eye love you〜ロマンス〜」は、PENICILLINのヒット曲「ロマンス」のリメークソングであり、男性が女性への切ない想いを歌うロック調の原曲に対し、R&B調のリメーク版は同じ歌詞で女性が男性に愛を伝えるアンサーソングになる。PENICILLINのボーカリストHAKUEIも客演として参加している。

### 俳優
2011年7月期のTBSドラマ『美男ですね』で、女優デビュー。

## 出演

### 雑誌
- JELLY（2005年3月 - 2012年5月、ぶんか社）専属モデル
- ジュエリーブランド「Princess Girls」専属モデル

### CM
- CHINA QUICK RESORT×a-stage'07（テレビ朝日）
- クロレッツ（キャドバリー・ジャパン） - クロレッツ隊

### イメージモデル
- Jerry Girl（ジェリーガール、2007年）

### イベント
- 『SEA RIZE ROCK 09×nadesicollection09 』（2009年12月13日） 共／桜井莉菜、武藤静香、荒木さやか、神子島みか、舟山久美子、菅野結以、細井宏美、川端かなこ、山本優希、宮城舞、鈴木あや[10]
- 『HAKODATE 黒船 2010』（2010年6月27日） 共／高瀬洋子、難波サキ、須田朱音、HIROMI、ほか[11]

・神戸コレクション
・東京RUNWAY

## ディスコグラフィ

### 客演
| 発売日                                                | 作品名                            | 最高順位 | 最高順位 | 最高順位 | 認定 | アルバム  |
| 発売日                                                | 作品名                            | オリコン | Hot 100  | RIAJ DL  | 認定 | アルバム  |
| ----------------------------------------------------- | --------------------------------- | -------- | -------- | -------- | ---- | --------- |
| 2008年12月3日                                         | KO.A.KU.MA II （Noa feat.MAICHI） | －       | －       | －       |      | LUCY LOVE |
| 2009年10月28日                                        | Nostalgia （Maichi×LGYankees）    | 38       | －       | －       |      | なし      |
| "—"はチャート圏外、チャート対象外の何れかを意味する。 |                                   |          |          |          |      |           |

### ミュージック・ビデオ
| 年     | ビデオ                 | 監督             |
| ------ | ---------------------- | ---------------- |
| 2008年 | KO.A.KU.MA feat.MAICHI | [ 15 ]           |
| 2009年 | Nostalgia              | 筧章男           |
| 2011年 | ゴンドゥレ マンドゥレ  | パク・ヒョンビン |

## 受賞とノミネート
| 年     | 賞        | カテゴリ         | 結果       |
| ------ | --------- | ---------------- | ---------- |
| 2009年 | GRP Award | 最優秀モデル大賞 | ノミネート |
| 2010年 | GRP Award | 最優秀モデル大賞 | 受賞       |